# Pavón
Pavón is een plaats in het Argentijnse bestuurlijke gebied  Constitución in de provincie Santa Fe. De plaats telt 1.492 inwoners.

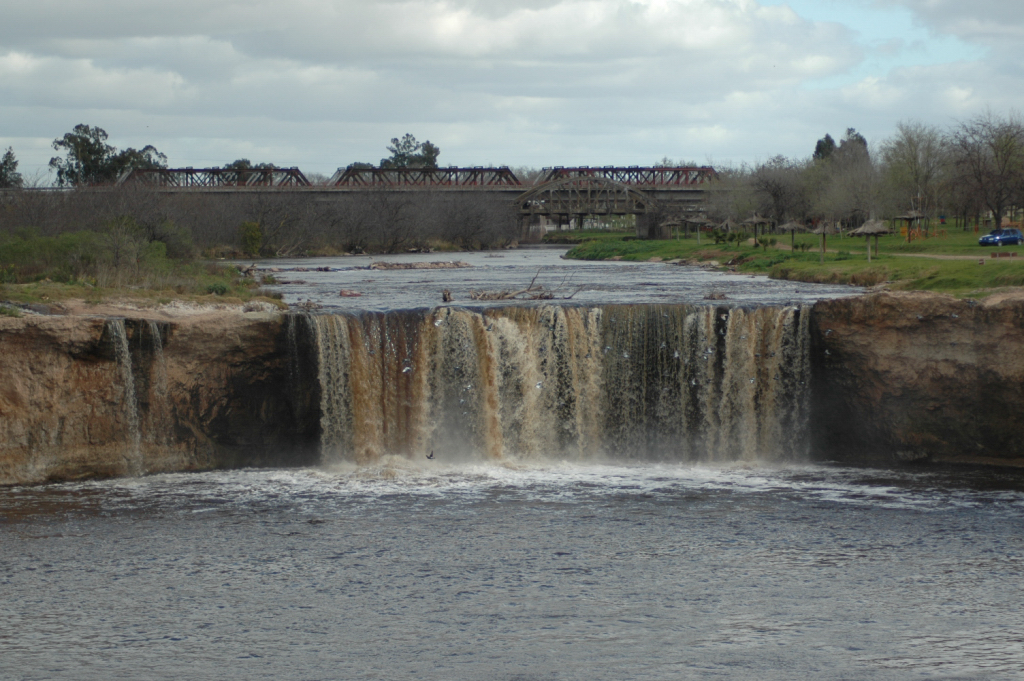
Waterval bij Pavón